# Marc Cucurella
Marc Cucurella Saseta (Alella, 22 luglio 1998) è un calciatore spagnolo, difensore o centrocampista del Chelsea e della nazionale spagnola, con cui è diventato campione d'Europa nel 2024.

## Caratteristiche tecniche
Agisce principalmente sulla fascia sinistra come terzino o esterno di centrocampo. Molto veloce, è mancino, in difesa agisce con una buona tempistica durante l'interdizione, sa contribuire anche alla manovra d'attacco, sia in chiave assist che nella conclusione, infatti calcia bene con entrambi i piedi ed è un buon colpitore di testa, è forte sia nella fase offensiva che in quella difensiva.

## Carriera

### Club

#### Barcellona e Eibar
Cucurella fa parte del settore giovanile dell'Espanyol dal 2006 al 2012, anno in cui si trasferisce ai rivali cittadini del Barcellona.
Il 26 novembre 2016 debutta con la seconda squadra blaugrana disputando l'incontro di Segunda División B vinto 4-0 contro L'Hospitalet. Il 7 luglio 2017, dopo aver conquistato la promozione in Segunda División con il Barcellona B, rinnova fino al giugno 2021. Il 24 ottobre successivo, fa il suo esordio con il Barcellona subentrando all'83' a Lucas Digne nell'incontro di Coppa del Re vinto 3-0 contro il Real Murcia.
Il 31 agosto 2018 viene ceduto in prestito annuale all'Eibar. Segna solo due reti, nell'edizione 2018-2019 della Coppa del Re, nel pareggio per 2-2 contro lo Sporting Gijón, e nel campionato sempre con lo stesso risultato, il 19 maggio 2019, con il Barcellona come avversaria. Dopo un'ottima stagione a livello individuale, il 27 maggio 2019 viene acquistato a titolo definitivo dal club basco; il 16 luglio viene contro-riscattato, per quattro milioni di euro, dal Barcellona.

#### Getafe e Brighton
Passa a titolo temporaneo al Getafe. Il 15 dicembre dello stesso anno, segna la sua prima rete con la maglia degli Azulones nella partita vinta per 2-0 in casa contro il Real Valladolid. Il 30 giugno 2020 viene acquistato a titolo definitivo per 10 milioni di euro.Nell'edizione 2020-2021 del campionato realizza tre reti, la prima battendo per 3-0 il Betis, sigla un gol nel successo per 3-1 contro l'Elche, l'ultima rete la segna perdendo per 5-1 contro l'Atletico Bilbao.
Il 31 agosto 2021 viene ceduto a titolo definitivo al Brighton, squadra con cui firma un contratto valido per cinque stagioni.Segna un unico gol, vincendo per 4-0 ai danni del Manchester United.

#### Chelsea
Viene ceduto al Chelsea, per la cifra riportata di 55 milioni di sterline più 7 milioni di bonus.Durante la FA Cup segna il suo primo gol sconfiggendo per 4-2 il Leicester City.
Nella Premier League è autore di un gol battendo per 2-1 il Brentford, un'altra rete la segna vincendo per 3-1 contro il Wolverhampton, con il suo gol fissa il punteggio sul 4-0 sconfiggendo il Southampton, inoltre con le sue reti la squadra batte per 1-0 il Manchester United a il Leicester City. Conquista la vittoria della Conference League, nel successo per 2-1 contro il Copenhagen il primo gol viene segnato da Reece James su assist di Cucurella, realizza inoltre la rete del 5-1 battendo il Shamrock Rovers.

### Nazionale
Compie tutta la trafila delle selezioni giovanili spagnole. Il 6 settembre del 2019, fa il suo esordio nella nazionale Under-21 spagnola, nella partita vinta per 1-0 in trasferta contro i pari età del Kazakistan, in un match valido per la qualificazione agli Europei del 2019. 
Fa il suo esordio nella nazionale maggiore l'8 giugno 2021, subentrando ad inizio del secondo tempo nella partita vinta 4-0 contro la Lituania. Uscito dai radar della nazionale per quasi 3 anni, scende nuovamente in campo nel marzo 2024 in un'amichevole contro il Brasile. Viene poi riconvocato dal CT Luis de la Fuente per il Campionato europeo di calcio 2024: divenuto titolare, salta per scelta tecnica solo la terza partita del girone del torneo, al termine del quale si laurea campione d'Europa, grazie a Cucurella la squadra vince la finale avendo servito al suo compagno di squadra Mikel Oyarzabal l'assist con cui quest'ultimo segna il gol del definitivo 2-1 sconfiggendo l'Inghilterra.

## Statistiche

### Presenze e reti nei club
Statistiche aggiornate al 25 febbraio 2025.
| Stagione            | Squadra             | Campionato          | Campionato | Campionato | Coppe nazionali | Coppe nazionali | Coppe nazionali | Coppe continentali | Coppe continentali | Coppe continentali | Altre coppe | Altre coppe | Altre coppe | Totale | Totale | Totale |
| Stagione            | Squadra             | Comp                | Pres       | Reti       | Comp            | Pres            | Reti            | Comp               | Pres               | Reti               | Comp        | Pres        | Reti        | Pres   | Reti   |        |
| ------------------- | ------------------- | ------------------- | ---------- | ---------- | --------------- | --------------- | --------------- | ------------------ | ------------------ | ------------------ | ----------- | ----------- | ----------- | ------ | ------ | ------ |
| 2016-2017           | Barcellona B        | SDB                 | 11+6       | 0          | -               | -               | -               | -                  | -                  | -                  | -           | -           | -           | 17     | 0      |        |
| 2017-2018           | Barcellona B        | SD                  | 37         | 1          | -               | -               | -               | -                  | -                  | -                  | -           | -           | -           | 37     | 1      |        |
| Totale Barcellona B | Totale Barcellona B | Totale Barcellona B | 48+6       | 1          |                 | -               | -               |                    | -                  | -                  |             | -           | -           | 54     | 1      |        |
| 2017-2018           | Barcellona          | PD                  | 0          | 0          | CR              | 1               | 0               | UCL                | 0                  | 0                  | -           | -           | -           | 1      | 0      |        |
| 2018-2019           | Eibar               | PD                  | 31         | 1          | CR              | 2               | 1               | -                  | -                  | -                  | -           | -           | -           | 33     | 2      |        |
| 2019-2020           | Getafe              | PD                  | 37         | 1          | CR              | 1               | 0               | UEL                | 8                  | 0                  | -           | -           | -           | 46     | 1      |        |
| 2020-2021           | Getafe              | PD                  | 37         | 3          | CR              | 2               | 0               | -                  | -                  | -                  | -           | -           | -           | 39     | 3      |        |
| ago. 2021           | Getafe              | PD                  | 1          | 0          | CR              | 0               | 0               | -                  | -                  | -                  | -           | -           | -           | 1      | 0      |        |
| Totale Getafe       | Totale Getafe       | Totale Getafe       | 75         | 4          |                 | 3               | 0               |                    | 8                  | 0                  |             | -           | -           | 86     | 4      |        |
| ago. 2021-2022      | Brighton            | PL                  | 35         | 1          | FACup+CdL       | 2+1             | 0               | -                  | -                  | -                  | -           | -           | -           | 38     | 1      |        |
| 2022-2023           | Chelsea             | PL                  | 14         | 0          | FACup+CdL       | 0+1             | 0               | UCL                | 8                  | 0                  | -           | -           | -           | 23     | 0      |        |
| 2023-2024           | Chelsea             | PL                  | 31         | 0          | FACup+CdL       | 2+3             | 1+0             | -                  | -                  | -                  | -           | -           | -           | 36     | 1      |        |
| 2024-2025           | Chelsea             | PL                  | 27         | 5          | FACup+CdL       | 2+1             | 0+0             | UECL               | 3                  | 2                  | -           | -           | -           | 33     | 7      |        |
| Totale Chelsea      | Totale Chelsea      | Totale Chelsea      | 72         | 5          |                 | 9               | 1               |                    | 11                 | 2                  |             | -           | -           | 92     | 8      |        |
| Totale carriera     | Totale carriera     | Totale carriera     | 267        | 12         |                 | 18              | 2               |                    | 19                 | 2                  |             | -           | -           | 304    | 16     |        |

### Cronologia presenze e reti in nazionale
| Cronologia completa delle presenze e delle reti in nazionale ― Spagna | Cronologia completa delle presenze e delle reti in nazionale ― Spagna | Cronologia completa delle presenze e delle reti in nazionale ― Spagna | Cronologia completa delle presenze e delle reti in nazionale ― Spagna | Cronologia completa delle presenze e delle reti in nazionale ― Spagna | Cronologia completa delle presenze e delle reti in nazionale ― Spagna | Cronologia completa delle presenze e delle reti in nazionale ― Spagna | Cronologia completa delle presenze e delle reti in nazionale ― Spagna |
| Data                                                                  | Città                                                                 | In casa                                                               | Risultato                                                             | Ospiti                                                                | Competizione                                                          | Reti                                                                  | Note                                                                  |
| --------------------------------------------------------------------- | --------------------------------------------------------------------- | --------------------------------------------------------------------- | --------------------------------------------------------------------- | --------------------------------------------------------------------- | --------------------------------------------------------------------- | --------------------------------------------------------------------- | --------------------------------------------------------------------- |
| 8-6-2021                                                              | Leganés                                                               | Spagna                                                                | 4 – 0                                                                 | Lituania                                                              | Amichevole                                                            | -                                                                     | cap. 46’                                                              |
| 26-3-2024                                                             | Madrid                                                                | Spagna                                                                | 3 – 3                                                                 | Brasile                                                               | Amichevole                                                            | -                                                                     |                                                                       |
| 5-6-2024                                                              | Badajoz                                                               | Spagna                                                                | 5 – 0                                                                 | Andorra                                                               | Amichevole                                                            | -                                                                     | 46’                                                                   |
| 8-6-2024                                                              | Palma di Maiorca                                                      | Spagna                                                                | 5 – 1                                                                 | Irlanda del Nord                                                      | Amichevole                                                            | -                                                                     | 46’                                                                   |
| 15-6-2024                                                             | Berlino                                                               | Spagna                                                                | 3 – 0                                                                 | Croazia                                                               | Euro 2024 - 1º turno                                                  | -                                                                     |                                                                       |
| 20-6-2024                                                             | Gelsenkirchen                                                         | Spagna                                                                | 1 – 0                                                                 | Italia                                                                | Euro 2024 - 1º turno                                                  | -                                                                     |                                                                       |
| 30-6-2024                                                             | Colonia                                                               | Spagna                                                                | 4 – 1                                                                 | Georgia                                                               | Euro 2024 - Ottavi di finale                                          | -                                                                     | 66’                                                                   |
| 5-7-2024                                                              | Stoccarda                                                             | Spagna                                                                | 2 – 1 dts                                                             | Germania                                                              | Euro 2024 - Quarti di finale                                          | -                                                                     |                                                                       |
| 9-7-2024                                                              | Monaco di Baviera                                                     | Spagna                                                                | 2 – 1                                                                 | Francia                                                               | Euro 2024 - Semifinale                                                | -                                                                     |                                                                       |
| 14-7-2024                                                             | Berlino                                                               | Spagna                                                                | 2 – 1                                                                 | Inghilterra                                                           | Euro 2024 - Finale                                                    | -                                                                     |                                                                       |
| 5-9-2024                                                              | Belgrado                                                              | Serbia                                                                | 0 – 0                                                                 | Spagna                                                                | UEFA Nations League 2024-2025 - 1º turno                              | -                                                                     | 56’                                                                   |
| 15-10-2024                                                            | Cordova                                                               | Spagna                                                                | 3 – 0                                                                 | Serbia                                                                | UEFA Nations League 2024-2025 - 1º turno                              | -                                                                     |                                                                       |
| 15-11-2024                                                            | Copenaghen                                                            | Danimarca                                                             | 1 – 2                                                                 | Spagna                                                                | UEFA Nations League 2024-2025 - 1º turno                              | -                                                                     |                                                                       |
| 20-3-2025                                                             | Rotterdam                                                             | Paesi Bassi                                                           | 2 – 2                                                                 | Spagna                                                                | UEFA Nations League 2024-2025 - Quarti di finale                      | -                                                                     |                                                                       |
| 23-3-2025                                                             | Valencia                                                              | Spagna                                                                | 3 – 3 dts (5 – 4 dtr)                                                 | Paesi Bassi                                                           | UEFA Nations League 2024-2025 - Quarti di finale                      | -                                                                     |                                                                       |
| 5-6-2025                                                              | Stoccarda                                                             | Spagna                                                                | 5 – 4                                                                 | Francia                                                               | UEFA Nations League 2024-2025 - Semifinale                            | -                                                                     |                                                                       |
| 8-6-2025                                                              | Monaco di Baviera                                                     | Portogallo                                                            | 2 – 2 dts (5 – 3 dtr)                                                 | Spagna                                                                | UEFA Nations League 2024-2025 - Finale                                | -                                                                     |                                                                       |
| Totale                                                                |                                                                       | Presenze                                                              | 17                                                                    |                                                                       | Reti                                                                  | 0                                                                     |                                                                       |

## Palmarès

### Club

#### Competizioni nazionali
- Coppa di Spagna: 1

Barcellona: 2017-2018

#### Competizioni internazionali
- UEFA Conference League: 1

Chelsea: 2024-2025
- Coppa del mondo per club: 1

Chelsea: 2025

### Nazionale
- Argento olimpico: 1

Tokyo 2020
- Campionato d'Europa: 1

Germania 2024

### Individuale
- XI All Star Team del campionato d'Europa: 1

Germania 2024